# トーマス・ミドルディッチ
トーマス・ミドルディッチ（Thomas Middleditch, 1982年3月10日 - ）は、カナダ出身の俳優、声優。

## 来歴
1982年、イギリス人の両親の元、カナダのネルソンに生まれる。高校を卒業後は、ビクトリア大学へ進学
後にシカゴへ移り住み、即興コメディ劇団のセカンド・シティなどで演劇を習得した。その後もコメディ番組の『サタデー・ナイト・ライブ』などへのオーディションも受けたが、採用はされなかった。2009年にマクドナルドの米国内向けのテレビコマーシャルへ出演し、キャリアをスタート。また同年、キャサリン・ゼタ＝ジョーンズ主演の恋愛コメディ映画『理想の彼氏』などへも出演して映画デビューも果たした。
それ以降もコンスタントにキャリアを構築しており、2014年にアニメシリーズ『キング・オブ・ザ・ヒル』などを手掛けたマイク・ジャッジなどが原案を務めたコメディドラマ『シリコンバレー』の主役に抜擢された。同作では実在するアメリカの半導体メーカー会社の密集地でもあるシリコンバレーで自身の会社「パイド・パイパー」を立ち上げた若者4人に巻き起こる騒動をコミカルに描いており、ミドルディッチは画期的なアルゴリズムを考案したにもかかわらず、その優柔不断な人格から様々な災難に悩まされる若手CEOをユーモラスに演じている。同作の演技が評価され、2016年のプライムタイム・エミー賞では主演男優賞にもノミネートされた。
ベン・シュワルツとコメディ・ユニット"Middleditch & Schwarz"を結成してショーツアーを行い、2020年4月21日には収録した番組『ミドルディッチ & シュワルツ』をNetflixで配信予定である。

### 私生活
2015年に衣装デザイナーのモリー・ゲーツと結婚した。2019年のインタビューで結婚後、妻にオープン・リレーションシップを申し出、「スワッピングのおかげで結婚生活が保たれている」と語った。2020年５月、妻のモリーが離婚を申請した。
2021年、LAのゴス・クラブで複数の女性にセクハラしたと告発された。

## 出演作品

### 映画
| 公開年 | 邦題 原題 | 役名                       | 備考                  |
| ------ | --- | -------------------------- | --------------------- |
| 2009   | 理想の彼氏 The Rebound                                                                                            | マーヴェリック             | Tomas Middleditch名義 |
| 2010   | アザー・ガイズ 俺たち踊るハイパー刑事! The Other Guys                                                             | アート展のキュレーター     | クレジットなし        |
| 2012   | ロバート・デ・ニーロ エグザイル Being Flynn                                                                       | リチャード                 |                       |
| 2012   | 俺たちスーパー・ポリティシャン めざせ下院議員! The Campaign                                                       | トラヴィス                 |                       |
| 2012   | マジック・マネー The Brass Teapot                                                                                 | ジラッド                   |                       |
| 2012   | そんなガキなら捨てちゃえば? Fun Size                                                                              | ファジー                   |                       |
| 2013   | キングス・オブ・サマー The Kings of Summer                                                                        | 新米警官                   |                       |
| 2013   | ウルフ・オブ・ウォールストリート The Wolf of Wall Street                                                          | ストラットン社のブローカー |                       |
| 2014   | 俺たちハングオーバー! 史上最悪のメキシコ横断 Search Party                                                         | ナード                     |                       |
| 2015   | ブロンズ! 私の銅メダル人生 The Bronze                                                                             | ベン                       |                       |
| 2015   | ファイナル・ガールズ 惨劇のシナリオ The Final Girls                                                               | ダンカン                   |                       |
| 2016   | ジョシーとさよならの週末 Joshy                                                                                    | ジョシュ                   | 主演                  |
| 2017   | キングコング:髑髏島の巨神 Kong: Skull Island                                                                      | ジェリー                   | 声の出演              |
| 2017   | Entanglement | ベン                       | 主演                  |
| 2017   | スーパーヒーロー・パンツマン Captain Underpants: The First Epic Movie                                             | ハロルド                   | 声の出演              |
| 2017   | バッド・ウェイヴ Once Upon a Time in Venice                                                                       | ジョン                     |                       |
| 2018   | TAG タグ Tag | デイヴ                     |                       |
| 2018   | レプリカズ Replicas                                                                                               | エド                       |                       |
| 2018   | ヘンチメン Henchmen                                                                                               | レスター                   | 声の出演              |
| 2019   | ゴジラ キング・オブ・モンスターズ Godzilla: King of the Monsters                                                  | サム・コールマン           |                       |
| 2019   | ゾンビランド:ダブルタップ Zombieland: Double Tap                                                                  | フラッグスタッフ           |                       |
| 2020   | フィニアスとファーブ/ザ・ムービー:キャンディス救出大作戦 Phineas and Ferb the Movie: Candace Against the Universe | Garnoz                     | 声の出演              |
| 2022   | DC がんばれ!スーパーペット DC League of Super-Pets                                                                | キース                     | 声の出演              |

### テレビドラマ
| 放映年    | 邦題 原題                                             | 役名                     | 備考                                 |
| --------- | ----------------------------------------------------- | ------------------------ | ------------------------------------ |
| 2011      | ファニー or ダイ・プレゼンツ Funny or Die Presents... | Woodshed Guy             | エピソード「Bathroom Conversations」 |
| 2011      | ザ・リーグ The League                                 | ジュリアン               | 1エピソードに出演                    |
| 2011      | FCU -俺たち何でも調査隊- FCU: Fact Checkers Unit      | ケリー                   | 1エピソードに出演                    |
| 2013      | ニュースリーダーズ Newsreaders                        | ミカ・バークリー         | 1エピソードに出演                    |
| 2013      | ジ・オフィス The Office                               | ジェブ・シュルート       | 第9シーズン第17話「おばの農場」      |
| 2013      | モーニング・アフター The Morning After                | デイヴ                   | 5エピソードに出演                    |
| 2013      | キー&ピール Key and Peele                             | Thénardier               | 1エピソードに出演                    |
| 2014-2018 | シリコンバレー Silicon Valley                         | リチャード・ヘンドリクス | 主演 46エピソードに出演              |
| 2020-2022 | B Positive                                            | Drew Dunbar              | 主演 34エピソードに出演              |

### テレビアニメ
| 放映年    | 邦題 原題                                  | 役名                   | 備考                                    |
| --------- | ------------------------------------------ | ---------------------- | --------------------------------------- |
| 2010      | ロボトミー Robotomy                        | 役名不明               | 1エピソードに声の出演                   |
| 2011      | アグリー・アメリカンズ Ugly Americans      | 役名不明               | 1エピソードに声の出演                   |
| 2011      | BEAVIS AND BUTT-HEAD Beavis and Butt-Head  | 複数役                 | 異なる役柄で、7エピソードに声の出演     |
| 2012      | ブレイベスト ウォリアーズ Bravest Warriors | ファートスパークス教授 | 1エピソードに声の出演                   |
| 2014-2017 | 出張ヒーローZERO Penn Zero: Part-Time Hero | ペン                   | 主演 メインとして53エピソードに声の出演 |
| 2017      | アニマルズ Animals.                        | サイモン               | 1エピソードに声の出演                   |
| 2018      | ボブズ・バーガーズ Bob's Burgers           | アレックス             | 2エピソードに声の出演                   |